# الإدارة الوطنية للأرصاد الجوية (رومانيا)
الإدارة الوطنية للأرصاد الجوية هي منشأة حكومية في رومانيا للتنبؤ بالطقس. يقع المقر الرئيسي للمنظمة في بوخارست. تأسست المنظمة في أواخر القرن الثامن عشر. في عام 1948 صادقت رومانيا على اتفاقية واشنطن لعام 1947، وانتقلت من كونها عضوًا مؤسسًا كعضو كامل في المنظمة العالمية للأرصاد الجوية منذ 18 أغسطس 1948. منذ عام 2003 أصبحت عضوًا في المنظمة الأوربية للأرصاد الجوية بحصة قدرها 0.4456٪. اليوم في رومانيا تحتكر الإدارة التنبؤات الجوية لأن الدولة لا تسمح بشركة خاصة في هذا المجال. حتى لو كانت الإدارة تحتكر السوق الرومانية فإن وسائل الإعلام الدولية والمواقع الإلكترونية عادة ما تستخدم التنبؤ بالأقمار الصناعية وتنبؤات مؤسسات الأرصاد الجوية الأخرى في الجوار الروماني. يتم تشغيله من قبل وزارة البيئة الرومانية.